# Grigorij Děgťarjov
Grigorij Grigorjevič Děgťarjov  (rusky Григорий Григорьевич Дегтярёв; 16. srpna 1958 Vorkuta – 7. března 2011) byl někdejší sovětský atlet, reprezentant v atletickém víceboji. Jeho osobní rekord 8698 bodů v desetiboji z roku 1984 je stále ruským národním rekordem v této disciplíně. Měl stejně jako jeho vrstevník Alexandr Apajčev smůlu v tom, že jeho forma gradovala v době konání LOH 1984 v Los Angeles, kterých se sportovci z východního bloku nemohli kvůli politickému bojkotu zúčastnit. Zvítězil tak alespoň na Přátelských hrách v Moskvě (1984) a o dva roky později na Hrách dobré vůle, pořádaných rovněž v Moskvě. Po ukončení aktivní kariéry v roce 1987 se stal atletickým trenérem.